# Mörrums landsfiskalsdistrikt
Mörrums landsfiskalsdistrikt var 1918-1951 ett landsfiskalsdistrikt i Blekinge län, bildat när Sveriges indelning i landsfiskalsdistrikt trädde i kraft den 1 januari 1918, enligt beslut den 7 september 1917. När Sveriges nya indelning i landsfiskalsdistrikt trädde i kraft den 1 januari 1952 (enligt kungörelsen 1 juni 1951) upplöstes distriktet och dess område införlivades i Sölvesborgs landsfiskalsdistrikt.
Landsfiskalsdistriktet låg under länsstyrelsen i Blekinge län.

## Ingående områden
När Sveriges nya indelning i landsfiskalsdistrikt trädde i kraft den 1 oktober 1941 (enligt kungörelsen den 28 juni 1941) lämnades Mörrums landsfiskalsdistrikt opåverkat, men regeringen anförde i kungörelsen att den ville i framtiden besluta om överföring av Ysane landskommun till Mörrums landsfiskalsdistrikt från Sölvesborgs landsfiskalsdistrikt. Den överföringen blev aldrig av, och de två distrikten förenades till ett 1952.

### Från 1918
Listers härad:
- Elleholms landskommun
- Gammalstorps landskommun
- Mörrums landskommun